# Abaxisotima
Abaxisotima es un género de grillos arbustivos que se encuentran en China. 

## Especies
GBIF incluye: 
1. Abaxisotima acuminata (Wang, Yuwen & Xian-wei Liu, 1996)
2. Abaxisotima bicolor (Liu, Xian-wei, Z.Zheng & G.Xi, 1991)
3. Abaxisotima brevifissa (Wang, Yuwen & Xian-wei Liu, 1996)
4. Abaxisotima forcipiforma Wang, Gang & F.-M.Shi, 2012
5. Abaxisotima furca (Gorochov & L.Kang, 2002)
6. Abaxisotima macrocaudata Wang, Gang & F.-M.Shi, 2012
7. Abaxisotima multipunctata (L.Kang & Chikun Yang, 1989)
8. Abaxisotima spiniforma Wang, Gang & F.-M.Shi, 2009